# Parachondrostoma turiense
Parachondrostoma turiense là một loài cá vây tia trong họ Cyprinidae.
Nó chỉ được tìm thấy ở Tây Ban Nha. Môi trường sống tự nhiên của nó là các con sông. Nó bị đe dọa do mất môi trường sống.